# Colònia índia Reno-Sparks
La Colònia índia Reno-Sparks és una tribu urbana d'amerindis dels Estats Units els membres de la qual pertanyen a les nacions washo, paiute i xoixoni. La tribu forma una colònia al centre de Reno (Nevada) (39° 41′ 31″ N, 119° 44′ 44″ O / 39.69194°N,119.74556°O) i una reserva índia a Hungry Valley, que es troba a 17 milles al nord de Reno.
La colònia va començar com un barri de Reno, on hi vivien els nadius americans que treballaven en empreses i hisendes locals. En el marc del Llei de Reorganització Índia de 1934, aquestes persones van formar un govern tribal. A la tribu posteriorment se li va concedir una reserva amb terra a Hungry Valley.